# Acrotaeniostola spiralis
Acrotaeniostola spiralis es una especie de insecto del género Acrotaeniostola de la familia Tephritidae del orden Diptera.

## Historia
Munro la describió científicamente por primera vez en el año 1935.